# Schnellzug

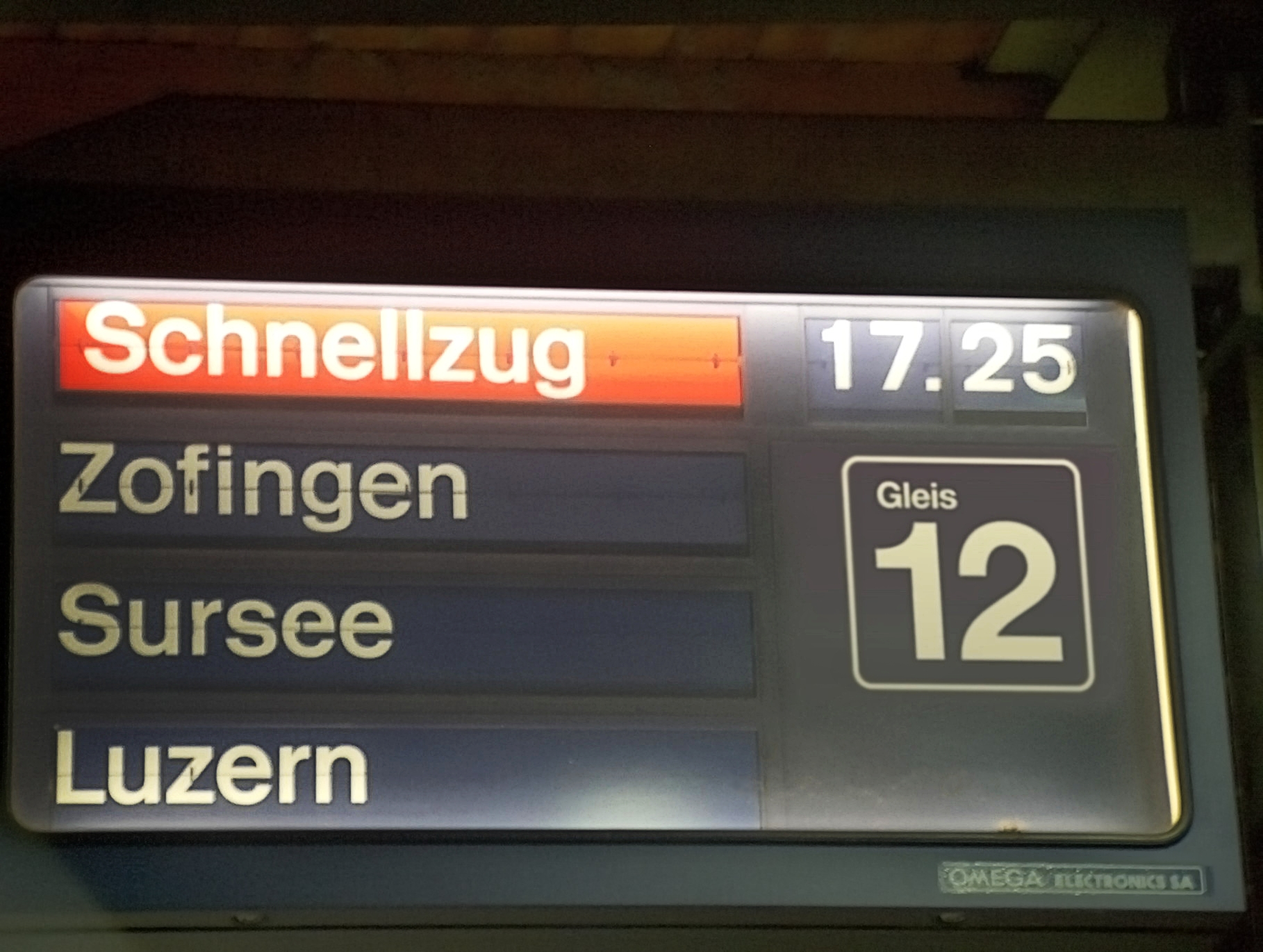
Zugzielanzeiger für einen Schnellzug in Olten, 2004

Der Schnellzug ist eine Zuggattung der Eisenbahn und bezeichnet Fernverkehrszüge, die nur wichtige Zwischenstationen bedienen. Schnellzüge sind heute im Netz der Österreichischen Bundesbahnen (ÖBB) weitgehend sowie bei der Deutschen Bahn (DB) und in der Schweiz vollständig durch die Zuggattungen Eurocity, Intercity, InterRegio etc. ersetzt worden. Nachtzüge waren früher meist ebenfalls als Schnellzug ausgewiesen, sind aber in den Zuggattungen EuroNight sowie ÖBB Nightjet (seit Dezember 2016) bzw. City Night Line (bis Dezember 2016) aufgegangen.
Schnellzüge werden üblicherweise von einer Lokomotive bespannt. Wird hingegen ein Triebwagen oder Triebzug eingesetzt, so spricht man auch von einem Schnelltriebwagen (Dt), Triebwagenschnellzug (TS) oder Motorschnellzug.
Die Abkürzung für Schnellzug lautete ursprünglich S oder Sz. Als jedoch in der Zwischenkriegszeit die ältere Zuggattung Schnellzug mit der nachträglich eingeführten Zuggattung Durchgangszug vereinigt wurde, übernahm man in Deutschland – und später auch in Österreich – dessen Abkürzung D auch als bahnamtliche Abkürzung für Schnellzüge. Vereinzelt sprach man auch vom D-Schnellzug.
Das Pendant im Güterverkehr ist der Güterschnellzug respektive Schnellgüterzug.

## Deutschland

### Die ersten Schnellzüge

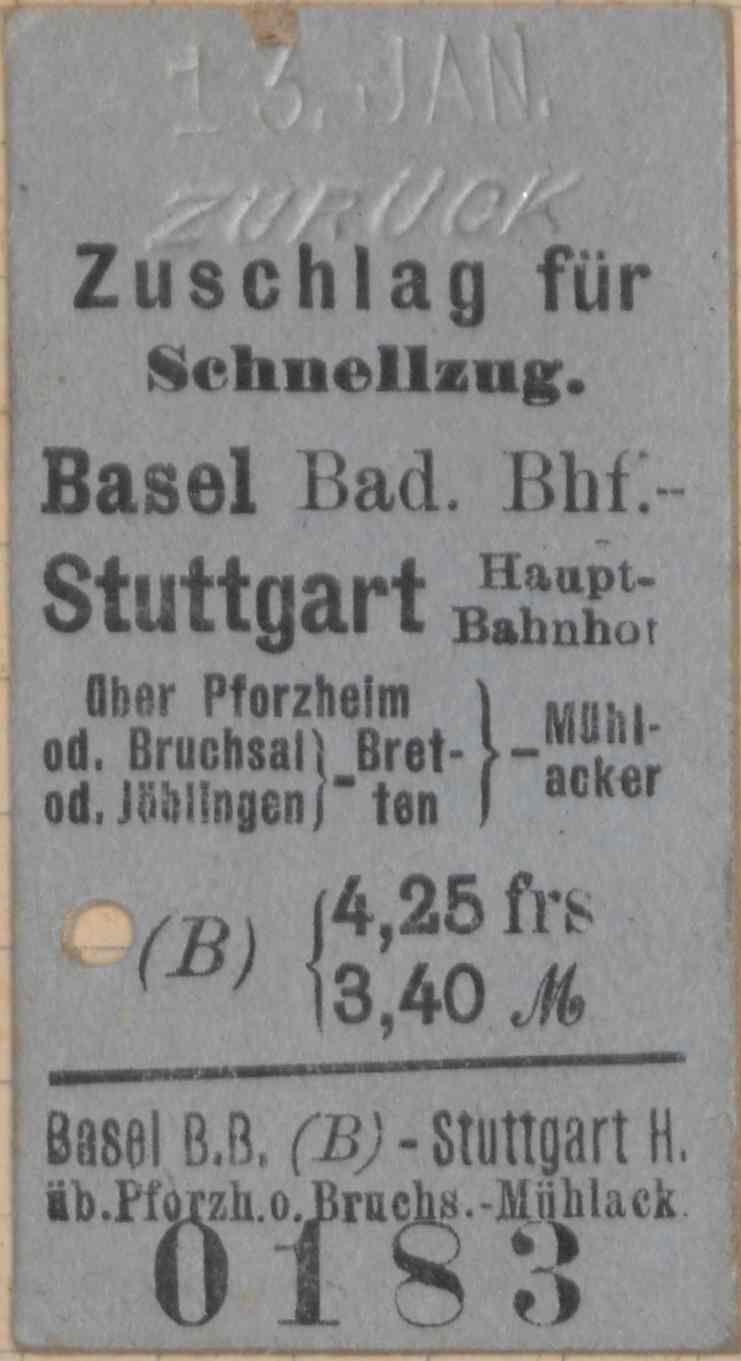
Zuschlag für einen Schnellzug der Badischen Eisenbahn

Der erste deutsche Schnellzug verkehrte am 1. Mai 1851 zwischen Berlin und Deutz am Rhein (heute Teil von Köln) und legte diese Strecke in 16 Stunden zurück. Drei Monate später, am 1. August 1851, fuhr der erste Nachtzug zwischen Berlin und Bromberg. Der preußische Staat forderte ein landesweites Netz von Nachtzügen, und die Eisenbahngesellschaften richteten in den folgenden Jahren (1852 bis 1854) beschleunigte, sogenannte „Courierzüge“, zwischen Berlin und Breslau, Frankfurt am Main, Hamburg oder Köln ein. Die Fahrgäste des über Nacht verkehrenden Courierzugs zwischen Berlin und Frankfurt mussten erstmals einen höheren Fahrpreis bezahlen, um die erhöhten Personalkosten des durchgehenden Nachtbetriebs auszugleichen.
Nicht überall haltende Züge wurden im Kursbuch und sonstigen Fahrplanunterlagen in Fettschrift dargestellt, zuschlagpflichtige Züge zusätzlich mit einer punktierten Linie links der Zugspalte gekennzeichnet.
Anfangs wurden die Bezeichnungen Schnellzug (S), Courirzug/Courierzug/Kurierzug (C/K) und Eilzug (E) synonym zueinander verwendet. Hierbei erhielt der erste auf einer Strecke eingeführte schnellfahrende Zug in der Regel die Bezeichnung Schnellzug oder Eilzug. Kam ein zweiter oder dritter hinzu, so wählte die Eisenbahnverwaltung zur Unterscheidung die Bezeichnung Kurierzug. Erst auf der Europäischen Reisezugfahrplankonferenz in Interlaken am 18. und 19. Juni 1889 wurde beschlossen, fortan für alle schnellfahrenden Züge, inklusive der im Ausland üblichen Expreßzüge/Expresszüge, die einheitliche Bezeichnung Schnellzug einzuführen. Diese frühen Schnellzüge bestanden vorzugsweise aus dreiachsigen Abteilwagen, die auch mit Zugtoiletten ausgestattet waren. Die Züge dieses Spitzenangebots der Eisenbahn sollten nicht nur besonders bequem, sondern auch besonders pünktlich sein. Bei Verspätungen hatten Schnellzüge Vorrang vor Luxuszügen (L).
Bis 1917 wurden fast alle Schnellzüge in Deutschland schrittweise zu Durchgangszügen, soweit sie aus Durchgangswagen bestanden. Ohne Zuschlag mit wenigen Halten fuhren nur noch beschleunigte Personenzüge (BP). Lediglich in Bayern fuhren noch einige zuschlagpflichtige Schnellzüge auf der Strecke München–Mittenwald–Innsbruck und wurden erst 1929 zu Durchgangszügen. Ab der Vereinigung der Zuggattungen Durchgangszug und Schnellzug in der Zwischenkriegszeit wurden in Deutschland die Bezeichnungen D-Zug und Schnellzug annähernd synonym verwendet.

#### Fernschnellzug (FD)
Ab 1923 führte die Deutsche Reichsbahn als hochwertige Zuggattung den Fernschnellzug ein. Diese verkehrten unter Auslassung weniger bedeutsamer Zwischenhalte beschleunigt zwischen den wichtigsten Wirtschaftszentren und führten im Unterschied zu Schnell- und Durchgangszügen keine dritte Wagenklasse. Das Netz der Fernschnellzüge orientierte sich vorwiegend an der Reichshauptstadt Berlin, so etwa mit dem FD 79/80 zwischen Berlin und München, es gab aber auch Verbindungen etwa zwischen dem Ruhrgebiet und Hamburg sowie Süddeutschland. 1930 verkehrten insgesamt 18 Fernschnellzugpaare. Zu Beginn des Zweiten Weltkriegs stellte die Deutsche Reichsbahn die meisten Fernschnellzüge ein, einzelne Zugpaare verkehrten noch bis 1940.

#### Wehrmachtszüge im Zweiten Weltkrieg
Während des Zweiten Weltkrieges wurde eine neue Zuggattung, der sogenannte Schnellzug für Fronturlauber (SF-Zug) geschaffen. Diese Schnellzüge verkehrten auf kürzestem Weg zwischen den Einsatzorten der Wehrmacht (unter anderem Frankreich, Griechenland, Sowjetunion) und dem Deutschen Reich. Beförderten die SF-Züge auch Zivilpersonen, wurden diese je nach Gattung als SFD (Fronturlauberschnellzüge, die auch Zivilpersonen beförderten), SFE (Fronturlaubereilzüge mit Zivilpersonenwagen) bzw. SFP (Fronturlauber-Personenzüge mit Fahrgelegenheit für Zivilpersonen) bezeichnet.

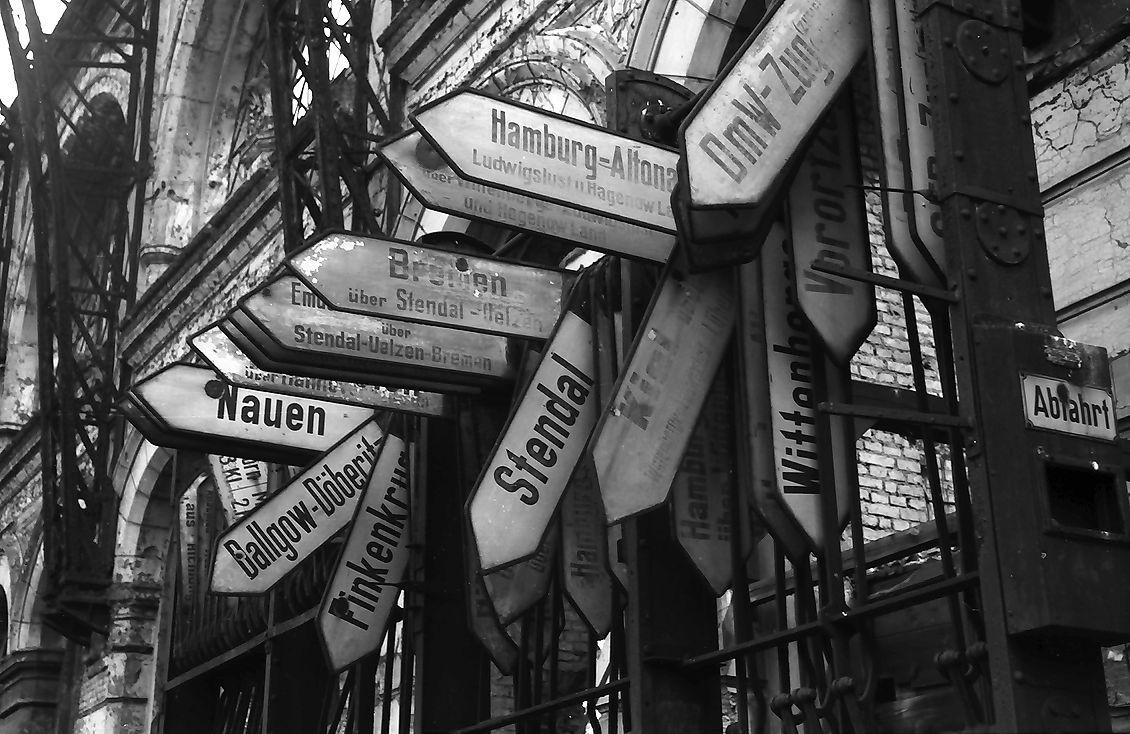
Schild mit Anzeige „DmW“ auf dem zerstörten Lehrter Bahnhof, Berlin 1957

Diese Abkürzungen stellten sich als unpraktisch heraus, weil die Zuggattung erst am dritten Buchstaben erkennbar war. Deshalb erfolgte am 1. Februar 1941 eine Umbenennung mit der Gattung an der ersten Stelle des Kürzels: DmW (Schnellzug mit Wehrmachtsteil), EmW (Eilzug mit Wehrmachtsteil) und PmW (Personenzug mit Wehrmachtsteil).
Am 23. Januar 1945 wurde der gesamte Schnell- und Eilzugverkehr in Deutschland eingestellt. Schlafwagen verkehrten letztmals in der Nacht vom 22. zum 23. Januar. Weiterbetrieben für kriegswichtige Zwecke wurden nur einige Dienstschnellzüge; für ihre Nutzung musste die Bescheinigung einer Reichsbahndirektion vorgelegt werden. Ohne eine solche Bescheinigung konnte man als Zivilist nur noch Personenzüge für Strecken bis 75 km Entfernung vom Wohn- oder Arbeitsort benutzen (Ausnahme: Fahrten im Zusammenhang mit einer Einberufung). Netz- und Bezirkskarten verloren ihre Gültigkeit. Bereits kurz darauf traten im Februar weitere Einschränkungen in Kraft. Danach galten sogar Vorladungen zu Behörden einschließlich Gerichten nicht mehr als „dringlicher Reisegrund“. Eine Ausnahme gab es nur bei Vorladungen zum Volksgerichtshof sowie zu einem Sondergericht. Lediglich die internationalen Züge von Berlin nach Kopenhagen und Prag verkehrten noch bis April 1945.

### Nach dem Zweiten Weltkrieg

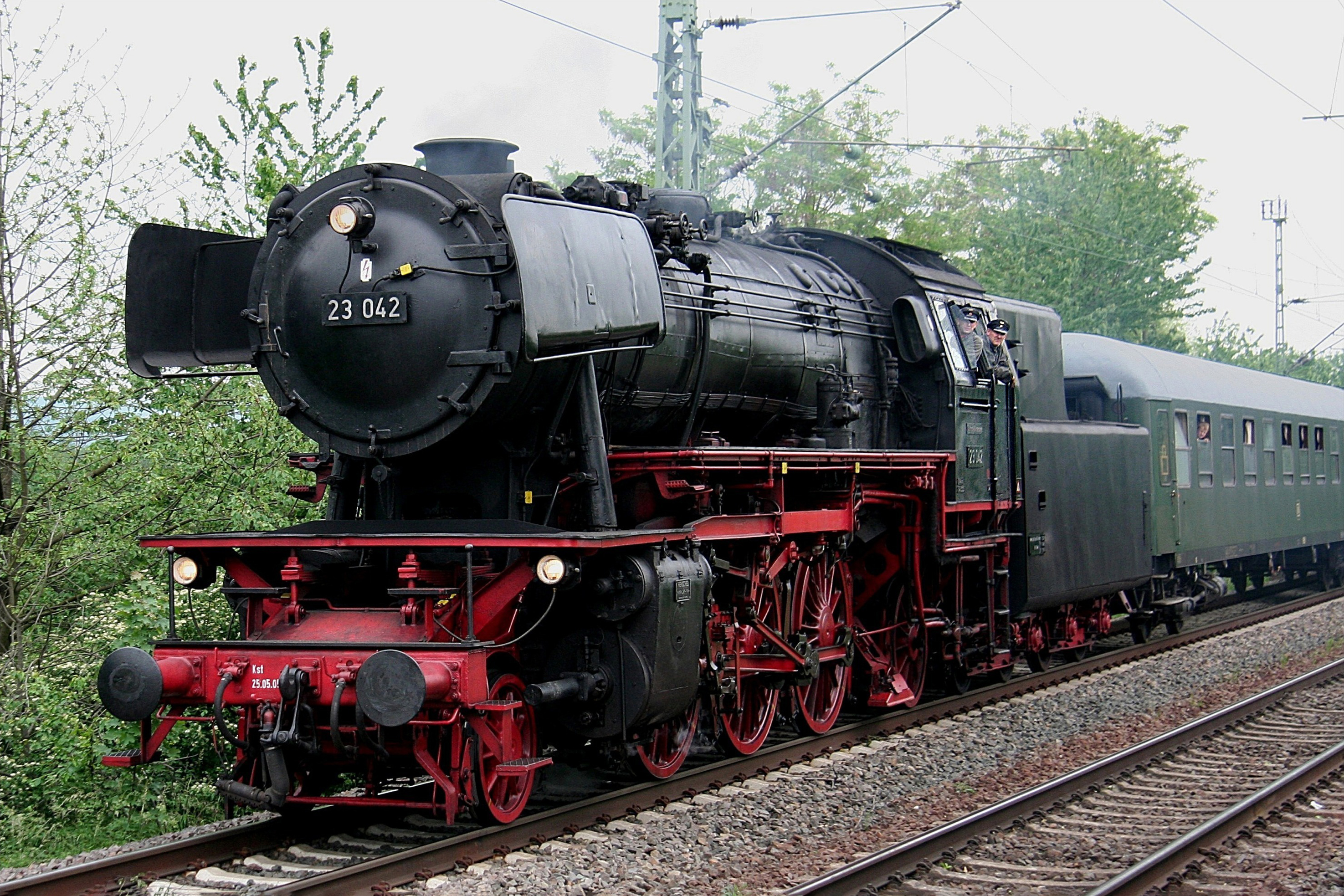
Grün lackierter Schnellzugwagen der Deutschen Bundesbahn aus den 1960er Jahren als Museumsfahrzeug

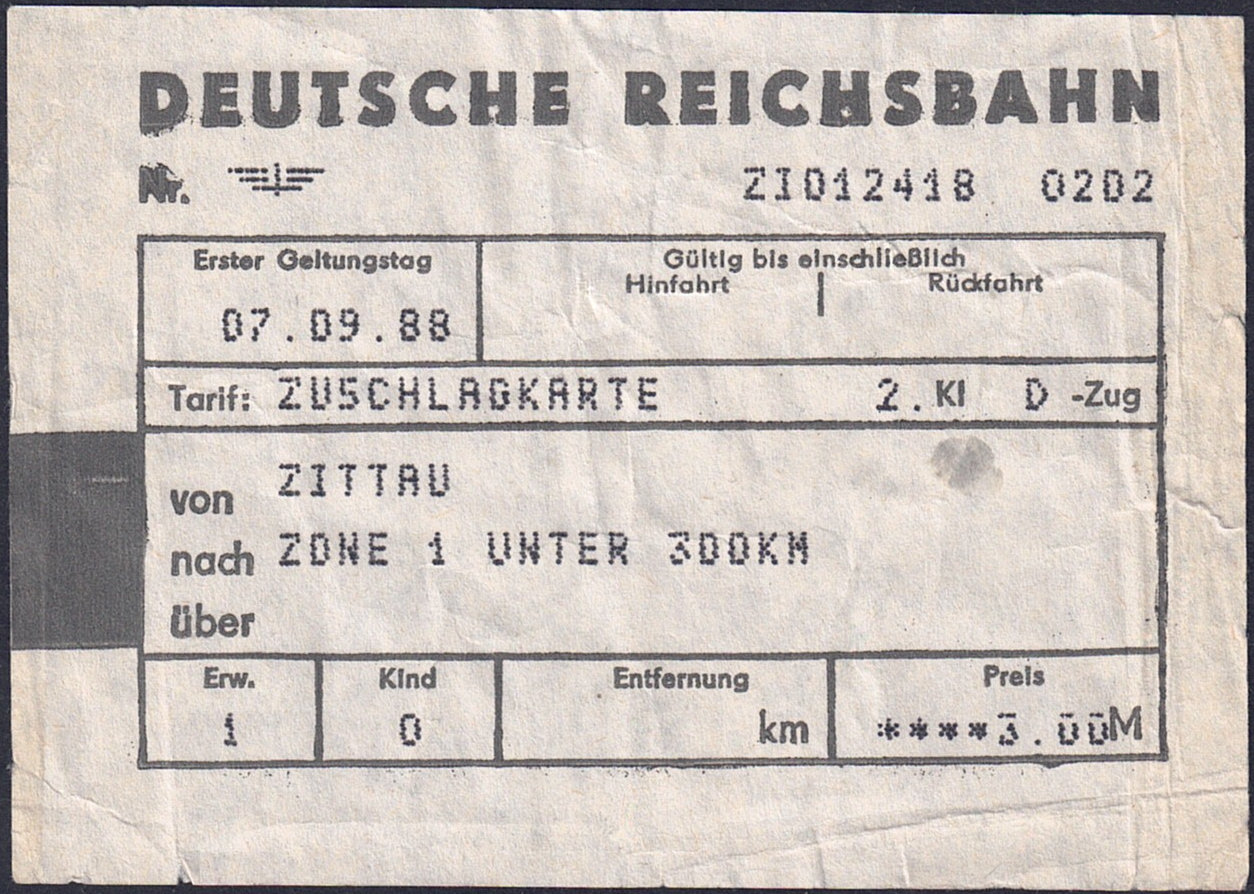
1988 ausgegebene Zuschlagkarte der Deutschen Reichsbahn

Am 22. September 1945 fuhren in der amerikanischen Besatzungszone die ersten Schnellzüge nach Kriegsende zwischen Frankfurt am Main und München. Die neugegründete Deutsche Bundesbahn führte 1949 auch wieder die Fernschnellzüge ein, zunächst mit dem Kürzel FD vor der Zugnummer, ab 1951 dann als F bezeichnet. Die Zuggattung Fernschnellzug wurde 1971 von der Deutschen Bundesbahn abgeschafft und durch die neu eingeführte Zuggattung Intercity (IC) ersetzt.

Zum Fahrplanwechsel am 17. Mai 1953 wurden Leichtschnellzüge (LS) eingeführt. Sie verkehrten mit den neuen Mitteleinstiegswagen, boten mit Polstersitzen in der dritten Klasse mehr Komfort und hatten auch kürzere Reisezeiten, u. a. durch den Verzicht auf Kurswagen. Ein Jahr später wurde das Netz noch ausgeweitet. In den folgenden Jahren wurden sie auf die neuen Wagen mit Endeinstiegen umgestellt. Im Sommer 1960 verschwand die Bezeichnung LS wieder aus den Kursbüchern.
Ab 1954 beschaffte die Deutsche Bundesbahn (DB) serienmäßig Schnellzugwagen der späteren UIC-Bauart Typ X. Wagen ähnlicher Bauart wurden auch an die ÖBB (ab 1957) und die SBB (ab 1966) geliefert.
Am 1. Januar 1968 schaffte die Deutsche Bundesbahn zu Fahrkarten bei einer Entfernung von mehr als 80 Kilometern den Schnellzug-Zuschlag ab, 1979 entfiel dieser über 50 Kilometer. Zwischen 1973 und 1978 liefen einige vormalige Schnellzüge als Schnellzug des Intercity-Ergänzungssystems (DC), diese Zuggattung konnte sich jedoch nicht dauerhaft etablieren.
Die Nachfrage im Schnellzug-Angebot der Deutschen Bundesbahn ging ab 1979 kontinuierlich zurück. Die Verkehrsleistung sank zwischen 1979 und 1986 um insgesamt rund ein Viertel; viele Fahrgäste wechselten in das wachsende Angebot der seit 1979 im Stundentakt und mit beiden Wagenklassen verkehrenden IC-Züge. Mit dem Sommerfahrplan 1983 wurde der obligatorische Zuschlag für Schnellzüge bei der Deutschen Bundesbahn abgeschafft und viele bisherige Eilzüge neu als zuschlagfreie Schnellzüge geführt. Schnellzüge in Urlaubsgebiete wurden im gleichen Jahr in die neue Zuggattung Fern-Express (FD) umgewandelt, unabhängig davon fuhren die Triebzüge des Alpen-See-Express weiterhin als Zuggattung Dt. Auch die 1978 eingeführten Reisebürosonderzüge TUI-Ferienexpress verkehrten innerbetrieblich als Schnellzüge.
1987 bezifferte die Deutsche Bundesbahn das Defizit ihrer Schnellzüge auf rund 600 Millionen D-Mark. Als Ursache galten unterschiedliche Qualitätseigenschaften. Beispielsweise kam grundverschiedenes Wagenmaterial zum Einsatz. Der durchschnittliche Haltestellenabstand betrug zwischen neun und 51 Kilometer. Diese Umstände führten maßgeblich zur Einführung des Interregio zum Fahrplanwechsel im Winter 1988/89.
In der DDR blieben bei der Deutschen Reichsbahn (DR) Schnellzüge das Grundangebot im Fernverkehr. Der Schnellzugzuschlag in zwei Stufen (Zone I bis 300 Kilometer drei Mark, Zone II darüber fünf Mark) wurde bis zum Inkrafttreten des Sommerfahrplans am 2. Juni 1991 beibehalten. Bis in die 1980er Jahre wurde der Großteil der Schnellzüge im Binnenverkehr innerhalb der DDR aus vierachsigen Rekowagen von 1965 gebildet, für die erste Wagenklasse mit Modernisierungswagen verstärkt. Neben den ab 1962 beschafften Modernisierungswagen wurden die ebenfalls ab 1962 gebauten Y-Wagen vorwiegend für hochwertige und internationale Verbindungen eingesetzt. Nach der Indienststellung von Mitteleinstieg- und Halberstädter Schnellzugwagen wurden die nicht mehr zeitgemäßen Reko-Wagen und danach die Modernisierungswagen in untergeordnete Dienste abgegeben.

### Nach der deutschen Wiedervereinigung
Nach der deutschen Wiedervereinigung wurden die Schnellzüge im Tagesverkehr in Deutschland sukzessive durch Interregio-Züge ersetzt, die wiederum bis 2001 überwiegend durch Intercity- oder Züge des Regionalverkehrs abgelöst wurden. Seit Einführung des Preis- und Erlösmanagement Personenverkehr im Dezember 2002 gehören die letzten noch verkehrenden Schnellzüge, analog zu den Zuggattungen Intercity und Eurocity, der Produktklasse B an, heute Produktklasse IC/EC genannt.
Im Fernverkehr zwischen Berlin und Warschau, Moskau, Saratov, Prag und Budapest verkehrten einige Züge in den Tagesrandzeiten und als Kurswagen nach Polen und Russland bis 2014 als Schnellzug. Von Dezember 2015 bis Dezember 2023 war zudem der Sylt Shuttle plus als Schnellzug klassifiziert.

### Schnellzüge bei Privatbahnen
Neben der Deutschen Bundesbahn setzten auch die Köln-Bonner Eisenbahnen bis 1975 auf ihrem Streckennetz Schnellzüge ein. Sie erreichten zwischen Köln und Bonn Fahrzeiten, die mit denen der Staatsbahn vergleichbar waren. Für diese Züge war ein Schnellzugzuschlag zu entrichten.
Die von Veolia betriebenen InterConnex-Züge wurden in der Fahrplanauskunft der Deutschen Bahn als Schnellzug mit dem Gattungskürzel X geführt. Das private Eisenbahnverkehrsunternehmen Agilis, seit 2010 auf dem Markt aktiv, benannte seine beiden Zuggattungen bis Dezember 2020 als agilis-Schnellzug (as) und agilis-Regionalbahn (ag). Als Schnellzug wird zudem auch 2025 noch der vom Unternehmen Snälltåget betriebene Berlin-Night-Express (D 300/301) von Berlin nach Malmö und zurück geführt.

### Nachtzüge
Bis zum Fahrplanwechsel 2007 gab es bei der DB Autozug noch Schnellzüge im Nachtreiseverkehr, speziell in die östlichen Nachbarländer. Das entsprechende Angebot lautete D-Nacht. Die D-Nacht-Züge bestanden zum Teil nur aus wenigen Kurswagen, die anderen Nachtzügen mitgegeben wurden. Diese Zugkategorie hatte jedoch den Vorteil, dass sie tariflich nicht den engen Vorgaben der DB Nachtzüge unterworfen, sondern dem normalen Fernverkehr gleichgestellt war. Sie wurde deshalb unter anderem im Süden Deutschlands als Ersatz für Intercity-Spätverbindungen genutzt, die statt von DB Fernverkehr von DB Autozug gefahren wurden. Als D-Nacht verkehrten viele Nachtzüge in die östlichen Nachbarländer Deutschlands.
Die im Dezember 2016 eingestellten, von der DB Fernverkehr betriebenen Nachtzüge wurden zuletzt als City Night Line bezeichnet. Seitdem fahren ÖBB Nightjets auf mehreren Linien als Nachtzüge durch Deutschland. In der Fahrplanauskunft der Deutschen Bahn sind diese Züge neben Nightjet (NJ) auch als EuroNight (EN) gekennzeichnet.

## Österreich
Der erste österreichische Schnellzug fuhr 1857 zwischen Wien und Triest, die Südbahn Wien-Triest wurde erstmals am 12. Juli 1857 durchgehend befahren. In Österreich setzte die Entwicklung später als in Deutschland ein, weil die Bahngesellschaften die erhöhten Betriebskosten scheuten. 1861 fuhr der erste Schnellzug von Wien nach Budapest, 1862 der erste Schnellzug von Wien über Prag nach Dresden und 1868 der erste Schnellzug von Wien über Krakau und Lemberg nach Bukarest. 1887 wurde in österreichischen Schnellzügen erstmals die dritte Wagenklasse eingeführt, während die ungarischen Schnellzüge bis 1912 ausschließlich aus der ersten und zweiten Wagenklasse gebildet wurden. Später gab es in Österreich, zusätzlich zu den gewöhnlichen Schnellzügen, Expresszüge (Ex) sowie die mit der Reihe 4010 geführten Triebwagenschnellzüge (TS). Diese sind in den letzten Jahren von den Zuggattungen Eurocity, Intercity und Railjet abgelöst worden. Im Nachtverkehr wurden die meisten Schnellzüge in EuroNight, jetzt auch ÖBB Nightjet genannt, umgewandelt.
Seit dem Fahrplanwechsel vom 14. Dezember 2008 verkehren auch in Österreich wieder Schnellzüge, anfangs als Entlastungszüge auf wenigen Strecken in den Hauptlastzeiten, mittlerweile jedoch wieder in größeren Stückzahlen. Auf der Westbahn verkehren montags bis freitags und an Sonntagen einige Zugpaare zwischen Wien Hauptbahnhof und Linz Hauptbahnhof sowie täglich ein Zugpaar zwischen Wien Westbahnhof und Stainach-Irdning (über St. Pölten Hbf, Linz Hbf, Attnang-Puchheim, Gmunden und Bad Ischl). An Wochenenden verkehrt ein Schnellzugpaar (D 1014/1015 Gesäuse) von Wien Hauptbahnhof über den Nationalpark Gesäuse nach Bischofshofen; Ein ähnliches wöchentliches Zugpaar (D 1012/1013 Planai) über die Pyhrnbahn wurde zum Fahrplanwechsel 2024/2025 eingestellt. Auf der Südbahn gibt es einige Schnellzüge zwischen Wien Hauptbahnhof und Graz Hauptbahnhof sowie Villach Hauptbahnhof und ein Zugpaar zwischen Graz Hauptbahnhof und Linz Hauptbahnhof, ein weiteres Zugpaar verkehrt zwischen Bregenz und Innsbruck. Die Schnellzüge weisen nicht alle Qualitätsmerkmale eines Intercityzuges auf, beispielsweise gibt es planmäßig meist keine Erste Klasse und auch keinen mobilen Getränkeservice.
Sonderzüge oder Verstärkerzüge zu Konzerten oder sonstigen Großereignissen werden ebenfalls öfters als Schnellzug geführt. Daneben existieren auch einige internationale Schnellzüge, etwa von Villach und Graz in Richtung Slowenien und Kroatien, sowie der Nachtzug Dacia zwischen Wien und Bukarest.
In Österreich werden Schnellzüge zum Fernverkehr gezählt, es ist daher eine Reservierung möglich, außerdem können Fahrkarten im Zug erworben werden. Im innerösterreichischen Verkehr führen sie nur selten Wagen der 1. Klasse, im grenzüberschreitenden Verkehr werden diese hingegen bei jeder Verbindung angeboten. Ausnahme dazu sind die Schnellzugpaare D 212/213 (Villach – Ljubljana – Zagreb) sowie D 158/159 (Graz – Zagreb), die nur aus 2.-Klasse-Wagen bestehen. Außerdem werden die MICOTRA-Züge zwischen Villach und Udine, die planmäßig einen Gepäckwagen für den Fahrradtransport mitführen, als Schnellzug geführt.

## Schweiz
In der Schweiz ist die Zuggattung Schnellzug (französisch train direct, italienisch treno diretto) erst seit dem Fahrplanwechsel vom 12. Dezember 2004 auf dem Netz der SBB und ein Jahr später auch auf dem Netz der RhB vollständig durch die in allen Landessprachen verwendbaren Begriffe RegioExpress und Interregio abgelöst worden. Diese Ablösung hatte schon lange davor begonnen und erfasste zuerst die mit dem Taktfahrplan 1982 eingeführten InterCity, später die InterRegios, die durch klimatisierte Wagen von den Schnellzügen unterschieden werden konnten. Mit der Einführung der Gattung ICN (InterCity-Neigezug) wurden einige InterCity- und InterRegio-Relationen durch Letztere ersetzt, die übrig gebliebenen Schnellzüge wurden ab Dezember 2004 in die bereits bestehende Gattung InterRegio für Züge im Fernverkehr und in RegioExpress für Züge im Nahverkehr überführt. Mit dem Fahrplanwechsel 2017/18 und der Einführung von Liniennummern im Fernverkehr wurde die Gattung ICN wieder abgeschafft und die von ICN-Zügen bedienten Relationen ins normale IC-Netz integriert. In der Schweiz werden für sämtliche Zugsgattungen generell keine Zuschläge erhoben; dies gilt auch für ICE und TGV im Verkehr innerhalb der Schweiz. Unabhängig davon nennt die Forchbahn ihre beschleunigten Kurse seit den 2010er Jahren Schnellzug statt zuvor Eilzug.

## Italien
Die Zuggattung Rapido (R) wurde 1931 eingeführt. Die Grundkonzeption war, einen schnellen Tagesverkehr über mittlere und große Distanzen bei möglichst wenigen Halten anzubieten. Ab den 1970er Jahren wurde vermehrt auch die 2. Wagenklasse angeboten. Die Zuggattung Rapido blieb bis 1987 erhalten und wurde dann durch die international eingeführte Kategorie der InterCity abgelöst.
Bis zur Einstellung am 9. Juni 2007 war der Diretto in Italien eine wichtige Kategorie im Sektor zwischen Lokal- und Fernverkehr. Der Diretto hatte die Aufgabe, direkte Verbindungen zwischen größeren Städten herzustellen. Dabei mussten aber auch mittlere Bahnhöfe bedient werden.

## Frankreich
Die französische Staatsbahn SNCF bezeichnete Schnellzüge als Rapide (RAP) oder als Express (EXP). Dabei entsprach der Rapide eher dem deutschen F-Zug und bediente weniger Halte als ein Express. Der Direct (DIR) war etwa mit dem deutschen Eilzug vergleichbar. Diese Bezeichnungen entfielen mit Einführung der TGV- und Corail-Züge. Heute werden die lokbespannten Fernreisezüge als Intercités bezeichnet.

## Tschechien

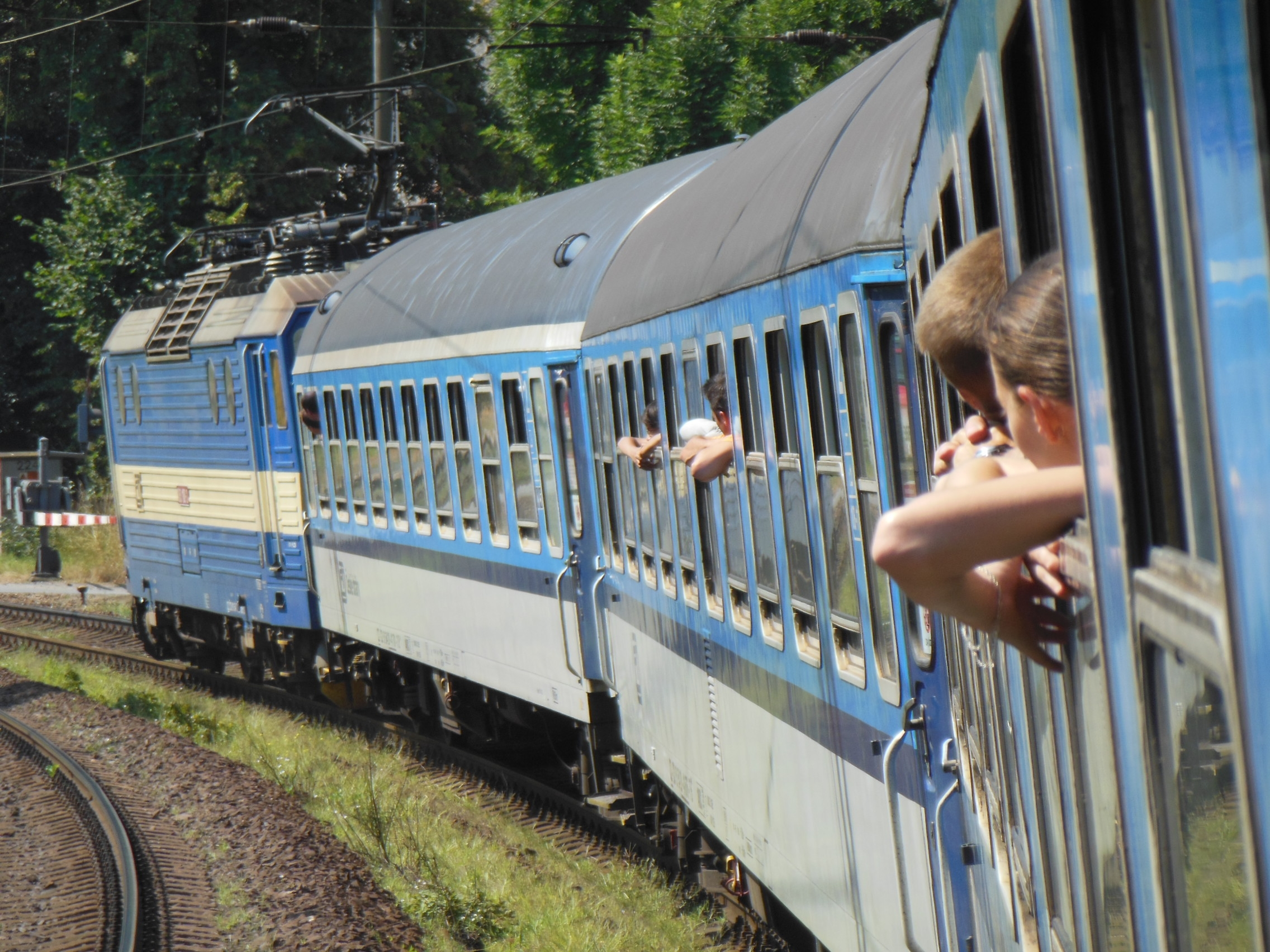
Rychlík der ČD (2013).

Bei der Tschechischen Staatsbahn (ČD) gibt es die Zuggattung „Rychlík“ (von tschech. „rychle“ = „schnell“), abgekürzt mit „R“.
Rychlíks verkehren auf fast allen Hauptstrecken und werden oft durch „Spěšný vlak“, Eilzüge, ergänzt.

## Ukraine
Bei der ukrainischen Staatsbahn Ukrsalisnyzja gibt es die Zuggattung Ničnyi express (von ukrainisch nyčnyi ‚nacht‘), sie wird häufig mit den Buchstaben „L“, „P“, „O“, „N“ und „K“ am Ende der Wagennummer abgekürzt. Diese Züge verkehren auf allen Hauptstrecken in der Nacht und auch im Morgen, Nachmittag und Abend. Einige Nachtzüge sind ICs, IC+ und Mižmiševy Ničnyi Express (MNE), sie fahren z. B. nach Saporischja, Odessa, Kiew, Charkiw, Lwiw, Uzhgorod, Luzk, Sumy, Chernigiw, Pokrowsk, Kramatorsk und Černivci. Bis 2014 verkehrten sie auch in Richtung Sevastopol, Simferopol, Luhansk und Donezk.